# ساتورا
ساتورا (به انگلیسی: Satora) یک منطقهٔ مسکونی در پاکستان است که در ایبت‌آباد واقع شده‌است.